# 1778 na música

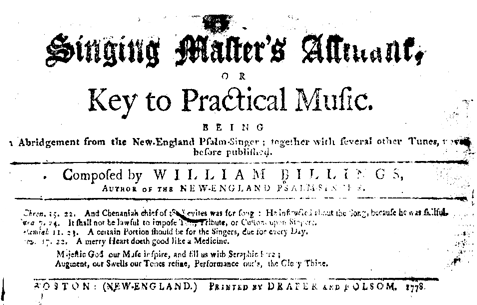
De: William Billings. The singing master's assistant, or Key to practice music : Sendo um resumo de The New-England salm-singer; junto com várias outras melodias, nunca antes publicadas. Gravado por Benjamin Pierpont. Boston: Draper & Folsom, 1778.

## Nascimentos
| Data            | Nome                  | Profissão               | Nacionalidade | Observações | Ref |
| --------------- | --------------------- | ----------------------- | ------------- | ----------- | --- |
| 14 de Fevereiro | Fernando Sor          | compositor e violonista | Espanha       | m. 1839     |     |
| 14 de Novembro  | Johann Nepomuk Hummel | compositor e pianista   | Áustria       | m. 1837     |     |

## Mortes
| Data | Nome | Profissão | Nacionalidade | Observações | Ref |
| ---- | ---- | --------- | ------------- | ----------- | --- |